# Metropolitano do Recife
O Metrô do Recife (Metrorec, estilizado METROREC) é um sistema de transporte metropolitano que opera na Região Metropolitana do Recife, no estado brasileiro de Pernambuco. É operado pela Companhia Brasileira de Trens Urbanos (CBTU). Compõe-se de 37 estações, três linhas (das quais, duas são eletrificadas), uma rede de 71 quilômetros de extensão e movimentação diária de 400 mil passageiros. A maior parte da demanda diária está concentrada na Linha Centro, embora a Linha Sul esteja com demanda crescente, resultado do aumento da quantidade de trens em funcionamento e inaugurações de novos terminais de ônibus integrados ao metrô.[carece de fontes?]

## História
O projeto do Trem Metropolitano do Recife foi elaborado entre 1975 e 1982 pela Empresa Brasileira de Planejamento de Transportes (GEIPOT). Em maio de 1981 o governo brasileiro obteve um financiamento para o projeto, de 230 milhões de dólares, junto aos bancos Westdeutsche Landesbank Girozentrale e Lloyds Bank International.
O Governo Federal, através do Ministério dos Transportes criou em setembro de 1982, o consórcio Metrorec, constituído pela Rede Ferroviária Federal S/A (RFFSA) e pela Empresa Brasileira de Transportes Urbanos, hoje extinta. A construção do Metrô foi iniciada em janeiro de 1983.
Em fevereiro de 1984 foi criada no Rio de Janeiro a Companhia Brasileira de Trens Urbanos (CBTU). O Metrorec integrou-se a ela em janeiro de 1985.
Em 11 de março de 1985 ocorreu a inauguração do primeiro trecho, entre as estações Recife e Werneck. A partir de então, o METROREC passou por várias modificações, a mais significativa ocorreu em janeiro de 1988, quando a CBTU, através da Superintendência do Recife, absorveu os trens de subúrbio da RFFSA em Maceió (Alagoas), João Pessoa (Paraíba), Natal (Rio Grande do Norte) e Recife.
Em janeiro de 1995, os trens de subúrbio de Maceió, João Pessoa e Natal foram desvinculados da Superintendência do Recife e passaram a ser subordinados diretamente à Administração Central da CBTU, no Rio de Janeiro.
Em 1998 foram iniciadas as obras de expansão do Metrô do Recife, compreendendo a eletrificação de 14,3 quilômetros da Linha Sul, entre as Estações Recife e Cajueiro Seco e o prolongamento da Linha Centro, a partir da Estação Rodoviária até Camaragibe, trecho já inaugurado em dezembro de 2002. Entre 2005 e 2009 foram inaugurados trechos da linha sul, que já terminou a sua expansão.
Em março de 2007, o Governo Federal disponibilizou recursos que estão sendo empregados na aquisição de novos equipamentos. Entre eles, já foram adquiridos novas composições do tipo VLT para o trecho entre as estações Cajueiro Seco e Cabo da Linha Curado–Cajueiro Seco que já foi remodelada.
Os TUEs que compõem as linhas Sul e Centro foram reformados por um consórcio liderado pela Siemens Transportation Systems.
No ano de 2013, a frota do Metrô do Recife foi ampliada em 15 TUEs (60 carros) fabricados pela CAF.
Desde o início de 2013, após um investimento de cerca de 100 milhões de reais, a Linha Diesel, que vai do Cabo de Santo Agostinho até a estação Cajueiro Seco, passou a operar com veículo leve sobre trilhos (VLT), beneficiando cerca de 35 mil passageiros. Todos os vagões são equipados com ar condicionado e GPS. O trecho entre a estação Cajueiro Seco e a estação Curado também recebeu um VLT. Existe um plano de prolongar o VLT até a estação Rodoviária, onde se localiza o Terminal de ônibus do município do Recife. Em março de 2013 começaram a operar os dois primeiros dos novos trens comprados para aumentar a frota da Linha Sul. 
Em 8 de junho de 2013, a estação Cosme e Damião, na Linha Centro, foi inaugurada, facilitando o transporte dos torcedores até a Arena Pernambuco. A estação está localizada entre as estações Rodoviária e Camaragibe, no município do Recife, próximo da divisa com o município de São Lourenço da Mata, onde fica localizada a Arena Pernambuco.

## Características do sistema

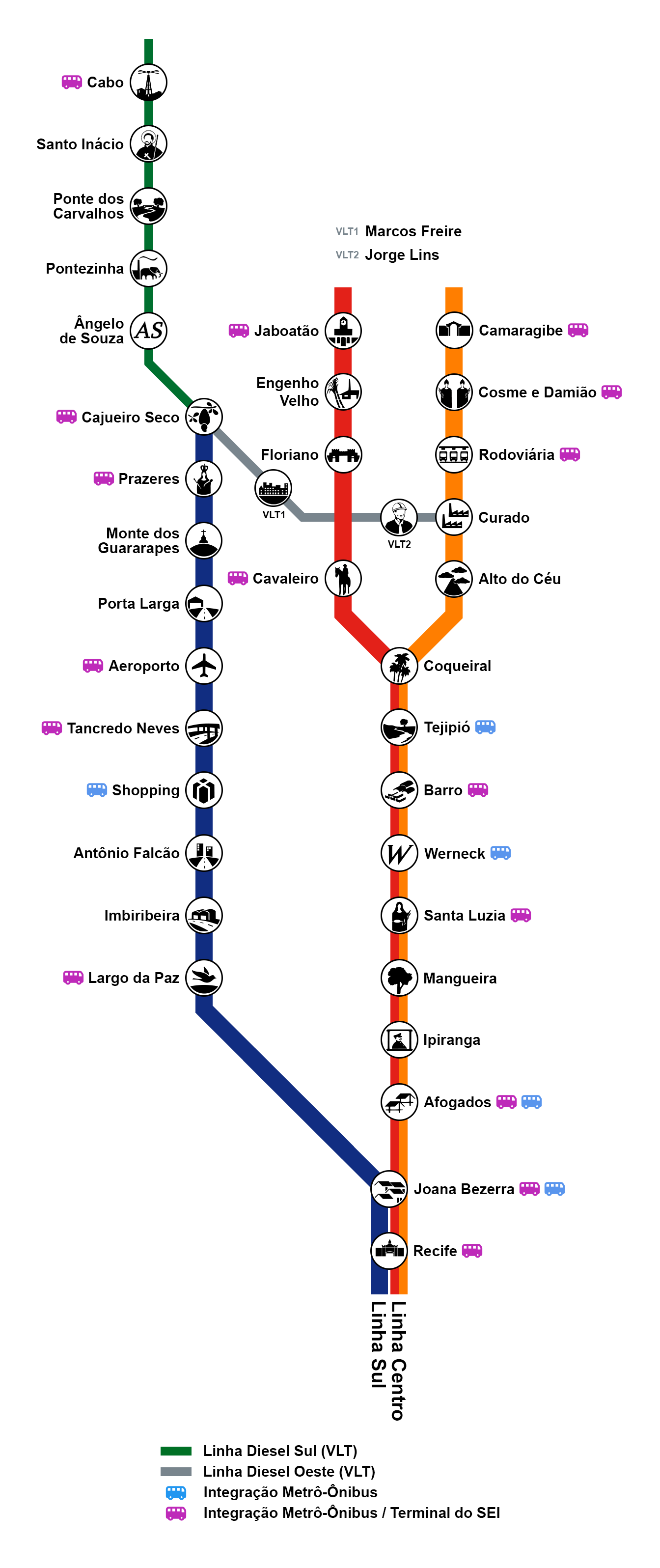
Mapa esquemático do Metrô do Recife, com as estações representadas por pictogramas.

O Metrô do Recife é formado por duas linhas distintas, a Linha Centro e Linha Sul. Ainda a partir de 1988 também passou a administrar a antiga Linha Cajueiro Seco–Cabo que era operada por locomotivas.
Os trens da Linha Centro, que partem da Estação Recife, possuem dois destinos distintos: a estação de Camaragibe e a de Jaboatão. Isso acontece devido à bifurcação para os ramais Camaragibe e Jaboatão após o trecho entre as estações Recife e Coqueiral, graças ao traçado da antiga ferrovia onde o metrô foi construído.
Nas Linhas da Metrorec a distância média entre as estações é de 1,2 quilômetro, com os trens seguindo a uma velocidade média de 40 quilômetros por hora, podendo chegar a 80 quilômetros por hora. A bitola é 1600 milímetros e a alimentação dos trens é feita por catenárias aéreas. Na Linha Diesel a distância média entre as estações é de 4 quilômetros, a velocidade comercial dos trens é de 31,5 quilômetros por hora, a bitola é métrica e os trens utilizados possuem tração a diesel.
| Movimento anual de passageiros (em milhões) |
|                                             |
| Fontes: CBTU                                |

O sistema possuía um total de 25,2 quilômetros de extensão e, após a conclusão da expansão de sua rede — expansão esta que se deu de fevereiro de 2005 até março de 2009--, chegou aos atuais 39,5 quilômetros. A estes foram adicionados os 31,5 quilômetros da linha Diesel, totalizando 71 quilômetros.
Devido à significativa taxa de analfabetismo na região (aproximadamente 10,55% de acordo com o censo de 2000 do IBGE)[carece de fontes?], as estações foram desenhadas de modo a incluir várias formas de identificação. Além do serviço de alto-falantes dentro dos trens anunciando o nome da parada, cada uma destas tem uma cor diferente para as paredes de suas plataformas, e, em todas as placas indicativas e mapas das linhas, o nome de cada estação acompanha sempre um símbolo individualizado, também chamado pictograma. O uso de tais pictogramas já era aplicado no Metrô da Cidade do México, iniciado em 1967.
No quesito acessibilidade, as estações possuem rampas de acesso a cadeirantes e algumas dispõem de escadas rolantes (como as estação Recife, Joana Bezerra, Camaragibe e todas as estações da linha Sul) e elevadores (nas mesmas estações). O já citado serviço de alto-falantes dentro dos trens também serve aos deficientes visuais.

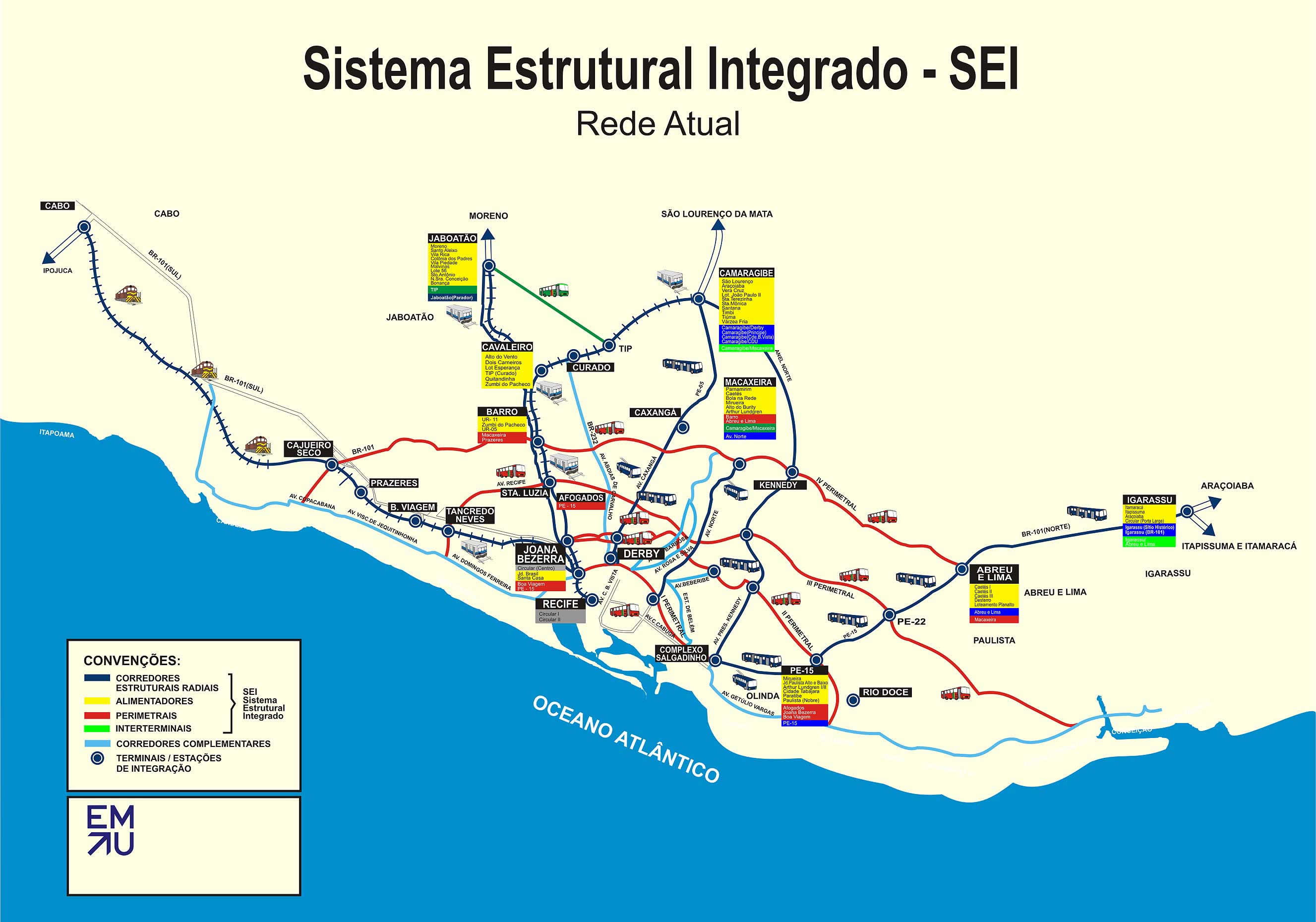
Mapa do Sistema Estrutural Integrado (SEI)

Há várias linhas de ônibus interligadas ao Metrô, com 15 terminais de integração ônibus/metrô do Sistema Estrutural Integrado (SEI), localizados nas estações Recife e Joana Bezerra, nas linhas Centro; Afogados, Santa Luzia, Barro, Cavaleiro, Jaboatão, Rodoviária, Cosme e Damião e Camaragibe. Na linha Sul; Largo da Paz, Aeroporto, Tancredo Neves, Prazeres e Cajueiro Seco.
O Terminal de Integração do ônibus do Cabo, embora seja citado nos mapas como parte do sistema férreo, fica a cerca de 500 metros de distância da estação Cabo; não foi divulgado ainda como será feita a ligação entre os dois.

## Tabela do sistema

### Dados das linhas
| Linha                   | Trajeto                        | Comprimento (km) | Estações | Duração das viagens (min) | Funcionamento                                         |
| ----------------------- | ------------------------------ | ---------------- | -------- | ------------------------- | ----------------------------------------------------- |
| Centro - 1 Laranja      | Recife ↔ Camaragibe            | 18,3             | 15       | 30                        | Segunda a sábado, das 5 às 23h                        |
| Centro - 2 Vermelha     | Recife ↔ Jaboatão              | 16               | 14       | 28                        | Segunda a sábado, das 5 às 23h                        |
| Centro - 1 + Centro - 2 | Recife ↔ Camaragibe e Jaboatão | 25,2             | 19       | ---                       | Segunda a sábado, das 5 às 23h                        |
| Sul - 3 Azul            | Recife ↔ Cajueiro Seco         | 14,3             | 12       | 26                        | Segunda a sábado, das 5 às 23h                        |
| VLT                     | Cabo ↔ Cajueiro Seco           | 18,5             | 6        | 35                        | Segunda a sexta, das 5 às 20h Sábados, até às 15h31   |
| VLT                     | Curado ↔ Cajueiro Seco         | 15,6             | 4        | 29                        | Segunda a sexta, das 5 às 20h30 Sábados, até às 13h41 |

### Por trecho (com cronologia)
| Linha          | Trecho                         | Inauguração             | Comprimento (km) | Estações | Duração das viagens (min) |
| -------------- | ------------------------------ | ----------------------- | ---------------- | -------- | ------------------------- |
| Centro - 1 e 2 | Recife ↔ Werneck               | 11 de março de 1985     | 6,1              | 7        | 12                        |
| Centro - 1 e 2 | Werneck ↔ Coqueiral            | 8 de agosto de 1986     | 3,28             | 4        | 6                         |
| Centro - 1     | Coqueiral ↔ Rodoviária         | 24 de setembro de 1986  | 3,85             | 4        | 6                         |
| Centro - 1     | Rodoviária ↔ Camaragibe        | 26 de dezembro de 2002  | 4,7              | 2        | 4                         |
| Centro - 2     | Coqueiral ↔ Jaboatão           | 29 de agosto de 1987    | 6,9              | 5        | 8                         |
| Sul            | Recife ↔ Imbiribeira           | 28 de fevereiro de 2005 | 3,8              | 4        | 6                         |
| Sul            | Imbiribeira ↔ Shopping         | 28 de março de 2009     | 2,9              | 3        | 4                         |
| Sul            | Shopping ↔ Tancredo Neves      | 1 de fevereiro de 2010  | 0,71             | 2        | 2                         |
| Sul            | Tancredo Neves ↔ Cajueiro Seco | 29 de agosto de 2010    | 5,8              | 6        | 10                        |
| Trem Diesel    | Cinco Pontas ↔ Cabo            | A partir de 1988        | 31,04            | 7        | 54                        |
| Trem Diesel    | Curado ↔ Cabo                  | 14 de julho de 1999     | 31,5             | 9        | 54                        |

### Por estação (com cronologia)
Algumas estações foram inauguradas posteriormente aos trechos que estão inseridos, como é o caso das estações abaixo.
| Linha          | Estação                | Inauguração           | Trecho a que pertence   | Inauguração do trecho a que pertence |
| -------------- | ---------------------- | --------------------- | ----------------------- | ------------------------------------ |
| Centro - 1 e 2 | Estação Barro          | 30 de janeiro de 1987 | Werneck ↔ Coqueiral     | 8 de agosto de 1986                  |
| Centro - 1     | Estação Alto do Céu    | 11 de março de 1987   | Coqueiral ↔ Rodoviária  | 24 de setembro de 1986               |
| Centro - 1     | Estação Curado         | 27 de maio de 1988    | Coqueiral ↔ Rodoviária  | 24 de setembro de 1986               |
| Centro - 2     | Estação Engenho Velho  | 17 de junho de 1988   | Coqueiral ↔ Jaboatão    | 29 de agosto de 1987                 |
| Centro - 1     | Estação Cosme e Damião | 8 de junho de 2013    | Rodoviária ↔ Camaragibe | 26 de dezembro de 2002               |

### Frota
| Modelo/Série | Imagem | Potência          | Fabricante                            | Origem                        | Ano de fabricação | Frota ativa | Frota inativa | Frota (TUEs) | Frota (carros) |
| ------------ | ------ | ----------------- | ------------------------------------- | ----------------------------- | ----------------- | ----------- | ------------- | ------------ | -------------- |
| ALCO RS-8    |        | 1050 hp / 783 kW  | ALCo                                  | Estados Unidos                | 1959              | 2           | 1             | 3            | 16             |
| Mobile 3     |        | 500 hp / 373 kW   | Bom Sinal / Voith                     | Brasil / Alemanha             | 2012-2013         | 2           | 5             | 7            | 21             |
| 800          |        | 2961 hp / 2208 kW | Santa Matilde / Man AG / GEC Traction | Brasil / Alemanha Reino Unido | 1984-1985         | 18          | 7             | 25           | 100            |
| CAF 100      |        | 4184 hp / 3120 kW | CAF                                   | Brasil / Espanha              | 2012-2013         | 13          | 2             | 15           | 60             |

## Passageiros transportados
| Ano                              | Passageiros | Ano  | Passageiros | Ano  | Passageiros | Ano  | Passageiros | Ano  | Passageiros |
| -------------------------------- | ----------- | ---- | ----------- | ---- | ----------- | ---- | ----------- | ---- | ----------- |
| 1985                             | 2 742 677   | 1993 | 39 526 000  | 2001 | 41 964 000  | 2009 | 59 870 000  | 2017 | 104 239 600 |
| 1986                             | 11 629 000  | 1994 | 38 498 000  | 2002 | 40 587 000  | 2010 | 68 122 000  | 2018 | 102 089 000 |
| 1987                             | 37 178 000  | 1995 | 37 201 000  | 2003 | 48 329 000  | 2011 | 76 660 100  | 2019 | 94 452 000  |
| 1988                             | 37 730 000  | 1996 | 37 169 000  | 2004 | 53 680 000  | 2012 | 79 607 000  | 2020 | 49 510 000  |
| 1989                             | 47 619 000  | 1997 | 38 527 000  | 2005 | 54 331 000  | 2013 | 99 775 000  | 2021 | 48 507 000  |
| 1990                             | 46 899 000  | 1998 | 37 745 000  | 2006 | 57 211 000  | 2014 | 110 157 000 | 2022 | 52 571 000  |
| 1991                             | 46 492 000  | 1999 | 38 545 000  | 2007 | 56 615 000  | 2015 | 112 246 054 | 2023 | 47 503 000  |
| 1992                             | 38 422 000  | 2000 | 42 001 000  | 2008 | 58 712 000  | 2016 | 107 009 440 |      |             |
| Fonte: Relatórios Anuais da CBTU |             |      |             |      |             |      |             |      |             |

| Passageiros transportados por ano (1985-2023) |
|                                               |